# 大空港 (映画)
『大空港』（だいくうこう、原題:Airport）は、1970年公開のアメリカ映画。
アーサー・ヘイリーによる同名の小説を原作とする。エアポートシリーズと呼ばれる4作品の第1作目。
オールスターキャストによるパニック映画の元祖と言われる。いわゆるグランド・ホテル形式で、特定の場所（空港）を舞台に、それぞれの登場人物にまつわるストーリーが交錯する構成になっている。
第43回アカデミー賞では最多10部門にノミネートされ、ヘレン・ヘイズが助演女優賞を受賞した。また、1970年の映画の世界興行成績で第2位であった。

## ストーリー

### 主な登場人物・伏線となるストーリー
1. ある冬の夜。シカゴのリンカーン国際空港（架空。オヘア国際空港がモデル）は10年に一度という大雪に見舞われる。そんな中、着陸したトランスグローバル航空（架空）45便のボーイング707旅客機が誘導路から脱輪し、積雪の中に車輪を沈ませてメイン滑走路を閉鎖させてしまう。
2. リンカーン空港長のメル・ベイカースフェルド（バート・ランカスター）は、日ごろの激務の中で家庭を顧みる暇がないうえ、自身に空港を退職して岳父の事業を継ぐよう迫る妻シンディ（ダナ・ウィンター）とは意見が合わず離婚寸前。一方で、同じ空港内に勤務するトランスグローバル航空の地上勤社員、ターニャ・リヴィングストン（ジーン・セバーグ）と恋仲になっている。弁護士だった夫を亡くし独り身のターニャは、上司からサンフランシスコへの転勤と昇進をオファーされており、メルとの関係を取るかキャリアを取るか葛藤の中にある。
3. ヴァーノン・デマレスト（ディーン・マーティン）はトランスグローバル航空のパイロットで、ボーイング707の機長。同時にメルの姉・サラ（バーバラ・ヘイル）の夫でもあるが、プレイボーイであちこちの女と関係を持ち、かつ屁理屈屋で相手を一方的に論破したがる性格のため、それを快く思わないメルとは犬猿の仲である。この吹雪の日、リンカーン発ローマ行きのグローバル2便（通称"ザ・ゴールデン・アーゴシー"号）に同僚機長の定期テストのため副操縦士として乗組む事になっていたが、空港に着いた途端メルから滑走路の閉鎖を聞かされ、口論となる。
4. ヴァーノンの現在の浮気相手は、同じトランスグローバルの客室乗務員グエン・メイフェン（ジャクリーン・ビセット）。この夜、たまたま同じ2便にクルーとして乗り合わせることとなったヴァーノンは、グエンから自分の子を身篭ったこと、そして堕胎の意思がないことを告げられる。
5. トランス・ワールド航空（TWA。現在のアメリカン航空）のベテラン整備士ジョー・パトローニ（ジョージ・ケネディ）は、仕事を終えて帰宅し妻とくつろいでいたところをメルに呼び戻される。メルの頼みで滑走路を塞いだグローバル45便の移動作業に協力することになったが、方針を巡って45便機長と対立。メルは自分の責任で、パトローニに作業を一任する。
6. 失業中の解体業者D.O.ゲレロ（ヴァン・ヘフリン）は、精神を病んで仕事が長続きせず、子供を身内に預けて妻イネーズ（モーリン・ステイプルトン）と貧しい生活を送る。思いつめたゲレロは自身に多額の旅行保険をかけ、工事現場から盗んだダイナマイトと起爆装置をアタッシュケースに仕込んでグローバル2便に乗り込む。
7. リンカーン空港のベテラン税関職員、ハリー・スタンディッシュ（ロイド・ノーラン）は、グローバル2便でイタリアへ留学する姪を搭乗ゲートまで見送りに来たが、そこでゲレロに検札係と間違えられる。長年にわたって密輸犯を見破ってきた経験と勘からゲレロの挙動に不審点を抱いたハリーは、ゲレロが何か後ろ暗いことに関与しているのではないかとターニャに告げる。
8. 無賃搭乗常習犯の老女、エイダ・クォンセット（ヘレン・ヘイズ）は、トランスグローバル機内で犯行が発覚し、リンカーン空港でターニャに引き渡される。仮病を使って医務室に向かう途中に脱走し、グローバル2便の機内に紛れ込んで何食わぬ顔で座席についたエイダの隣には、ダイナマイト入りのアタッシュケースを抱えたゲレロが座っていた。
9. 勤め先のコーヒーショップから家に帰ったゲレロの妻イネーズ。つい数時間前、そのコーヒーショップに不意に現れた夫は「今からバスでミルウォーキーの現場へ行く」と言っていたはずなのに、郵便ポストに「ローマ行きの航空券をお求めいただきましたが、当社の手違いで代金を多く受け取ってしまいました」との旅行代理店からの速達郵便が届いていた。ゲレロが最後に仕事をした工事現場からダイナマイトが紛失していたことを思い出し、よからぬ予感を抱いたイネーズは、急いでリンカーン空港へ向かう。しかし彼女が出発ロビーに駆けつけた時、ヴァーノンがコックピットに座るグローバル2便は、グエン、ゲレロ、エイダたちを乗せてターミナルを離れた直後だった。

### その後の展開
放心状態でターニャに保護されたイネーズ。彼女の姓が「ゲレロ」であることを聞いたターニャは、ハリーから不審者情報を知らされた際に調べた乗客名簿の中に、その名があったことを思い出す。さらにイネーズの告白と旅行保険販売員の証言からゲレロの目的を悟ったターニャとメルは、グローバル2便に連絡。2便機長のアンソン・ハリス（バリー・ネルソン）は乗客に悟られぬようにリンカーン空港に引き返す一方、ヴァーノンはゲレロのアタッシュケースを取り上げる作戦を練り、隣席のエイダに無賃搭乗の帳消しと引き換えに協力を依頼する。一方地上では、不測の事態に備えてパトローニがメイン滑走路を塞ぐ45便の移動作業を急ぐ。だが、アタッシュケース奪取作戦は土壇場で失敗し、後部トイレに立てこもったゲレロはダイナマイトを爆発させる。グエンは負傷し、機体には穴が……。

## 概説
原作は、緻密な取材でさまざまな業界の内幕を描く、アーサー・ヘイリーのベストセラー小説。上映時間の制限上、省略された人物やエピソードはあるものの、全体としては原作にかなり忠実に映画化されている。脚本・監督はジョージ・シートン。音楽はアルフレッド・ニューマンで、公開直前の死去により、これが遺作となった。なお、アンクレジットではあるが、ヘンリー・ハサウェイ監督が屋外場面を担当している。
当時著しく台頭したアメリカン・ニューシネマに対する、ハリウッドからの大作エンターテインメント回帰によるカウンターとも言うべき作品であり、有名俳優の競演、監督のシートンや音楽のニューマン、衣装デザイン担当のイーディス・ヘッドをはじめとするベテラン起用など、ハリウッド流儀の映画づくりが顕著に表れた作品であった。トッドAO方式による70mm作品として雪の空港でのロケーションを多用した広大な構図を描く一方、無線交信や電話のシーンでは編集技術として当時既にやや古くなっていたワイプを多用するなど、過渡的な面も見受けられる。
出演はバート・ランカスター、ディーン・マーティン、ジーン・セバーグ、ジャクリーン・ビセット、ジョージ・ケネディらといった、オールスター・キャストであった。
舞台となるシカゴの「リンカーン国際空港」は架空のものであり、ロケはミネソタ州のミネアポリス・セントポール国際空港で行われた。また、本作に登場するボーイング707は、フライング・タイガー・ライン所属の機体（登録番号：N324F）をユニバーサル映画が借り受けたもので、窓廻りの塗装は当時のエル・アル航空のそれに似たものを施し、「Trans Global Airlines」のロゴと「tga」のマークをペイントしていた。なおこの機体は、映画公開から19年後の1989年5月21日、ブラジル・サンパウロのグアルーリョス国際空港付近で着陸に失敗し、墜落して炎上した。
本作の大ヒットにより、後に続編が3本作られ、合わせてエアポートシリーズと総称される。しかし、続編の内容について、アーサー・ヘイリーは直接関わってはいない。『大空港』はどちらかというと人間ドラマの方に主眼が置かれているが、続編は飛行機を襲う危機の方に重点が移っており、1970年代のパニック映画ブームの一翼を担って、次第に内容がエスカレートしていった。なお、シリーズといっても、それぞれの登場人物は違っており、ただ一人ジョージ・ケネディ演ずるジョー・パトローニのみが4作全てに登場しているが、役職は毎回異なっている。

## キャスト
| 役名                       | 俳優                         | 日本語吹替                                          | 日本語吹替 | 日本語吹替                                          |
| 役名                       | 俳優                         | 日本テレビ旧版                                      | テレビ朝日版 | 日本テレビ新版                                      |
| -------------------------- | ---------------------------- | --------------------------------------------------- | --- | --------------------------------------------------- |
| メル・ベイカースフェルド   | バート・ランカスター         | 小林昭二                                            | 瑳川哲朗 | 石森達幸                                            |
| ヴァーノン・デマレスト     | ディーン・マーティン         | 羽佐間道夫                                          | 羽佐間道夫 | 佐々木功                                            |
| ターニャ・リヴィングストン | ジーン・セバーグ             | 木村俊恵                                            | 武藤礼子 | 宗形智子                                            |
| グエン・メイフェン         | ジャクリーン・ビセット       | 西沢和子                                            | 鈴木弘子 | 山下智子                                            |
| ジョー・パトローニ         | ジョージ・ケネディ           | 大宮悌二                                            | 小林清志 | 三木敏彦                                            |
| エイダ・クォンセット       | ヘレン・ヘイズ               | 堀越節子                                            | 河村久子 | 新村礼子                                            |
| D.O.ゲレロ                 | ヴァン・ヘフリン             | 杉田俊也                                            | 藤本譲 | 水鳥鐵夫                                            |
| イネーズ・ゲレロ           | モーリン・ステイプルトン     | 林洋子                                              | | 好村俊子                                            |
| アンソン・ハリス           | バリー・ネルソン             | 村松康雄                                            | | 佐々木勝彦                                          |
| シンディ                   | ダナ・ウィンター             | 小沢紗季子                                          | | 登場シーンカット                                    |
| ハリー・スタンディッシュ   | ロイド・ノーラン             | 巖金四郎                                            | | 千葉耕市                                            |
| サラ・デメレスト           | バーバラ・ヘイル             | 麻生美代子                                          | | 矢野陽子                                            |
| サイ・ジョーダン           | ゲイリー・コリンズ           |                                                     | | 金尾哲夫                                            |
| ピーター                   | ジョン・フィンドレーター     | 田中亮一                                            | | 神奈延年                                            |
| モスマン夫人               | ジェシー・ロイス・ランディス |                                                     | |                                                     |
| アッカーマン               | ラリー・ゲイツ               | 八奈見乗児                                          | | 藤城裕士                                            |
| マーカス・ラスボーン       | ピーター・タージョン         |                                                     | |                                                     |
| デビッドソン               | ウィット・ビセル             |                                                     | | 藤城裕士                                            |
| シュルツ夫人               | ヴァージニア・グレイ         |                                                     | |                                                     |
| コンパーニョ医師           | ポール・ピッカーニ           | 清川元夢                                            | | 岩田安生                                            |
| ベンソン機長               | ロバート・パタン             |                                                     | | 岩田安生                                            |
| バート・ウェザービー       | クラーク・ハワット           |                                                     | |                                                     |
| ロビー・ベイカースフェルド | イラーナ・ダウディング       | 岡本茉利                                            | | 登場シーンカット                                    |
| ルース                     | エナ・ハートマン             |                                                     | | 井上由紀                                            |
| ネッド・オードウェイ       | アルバート・リード           |                                                     | | 斎藤志郎                                            |
| バニー                     | ナンシー・アン・ネルソン     |                                                     | | 岡村恭子                                            |
| シュルツ氏                 | ディック・ウィンスロー       | 八奈見乗児                                          | |                                                     |
| バークス                   | チャック・ダニエル           |                                                     | | 仲野裕                                              |
| 不明 その他                | N/A                          | 森功至 寺島幹夫 藤城裕士 小宮山清 田の中勇 西川幾雄 | 嶋俊介 沢田敏子 浅井淑子 池田勝 広瀬正志 沼波輝枝 北村弘一 沢木郁也 有本欽隆 佐久間あい 龍田直樹 石森達幸 清川元夢 徳丸完 塚田恵美子 西村知道 岡和男 島木綿子 鹿沼政仁 緑川稔 小林由利 山本敏志 | 小野健一 山口嘉三 中博史 小形満 富本牧子 喜田あゆ美 |

- 日本テレビ旧版：1973年10月10日・17日『水曜ロードショー』21:30‐22:55（約127分）
- テレビ朝日版：1981年3月1日『日曜洋画劇場』21:00‐22:54
- 日本テレビ新版：1994年2月25日『金曜ロードショー』21:03‐22:54（約90分）

※ 「思い出の復刻版」DVDに日本テレビ新版、2021年11月10日発売の「思い出の復刻版」BDには、日本テレビ旧版・新版の2種の吹き替えを収録。日本テレビ旧版は権利元が音源を紛失しており、視聴者からの公募により再放送拡大枠の音源が収録された。

## スタッフ
- 監督: ジョージ・シートン
- 製作: ロス・ハンター
- 原作: アーサー・ヘイリー
- 脚本: ジョージ・シートン
- 撮影: アーネスト・ラズロ
- 音楽: アルフレッド・ニューマン

### 日本語版
|      | 日本テレビ旧版 | テレビ朝日版   | 日本テレビ新版    |
| ---- | -------------- | -------------- | ----------------- |
| 演出 | 左近允洋       | 春日正伸       | 壺井正            |
| 翻訳 | 広瀬順弘       | 進藤光太       | 鈴木導            |
| 調整 |                | 山田太平       | 飯塚秀保 柴崎崇行 |
| 効果 |                | 赤塚不二夫 PAG | VOX               |
| 制作 | グロービジョン | グロービジョン | グロービジョン    |
| 解説 | 水野晴郎       | 淀川長治       | 水野晴郎          |

## 受賞
- アカデミー助演女優賞 - ヘレン・ヘイズ
- ゴールデン・グローブ賞：助演女優賞 - モーリン・ステイプルトン

## エアポートシリーズ
タイトルにエアポートや大空港が付く映画やテレビ番組が多数存在するが、正式なエアポートシリーズは以下に示す4作品のみ。これらは、アーサー・ヘイリーの小説『大空港』の映画化権により、ユニバーサル映画が製作した劇場映画シリーズである。
- シリーズ第1作: 大空港（本作）
- シリーズ第2作: エアポート'75
- シリーズ第3作: エアポート'77/バミューダからの脱出
- シリーズ第4作: エアポート'80

### エアポートシリーズ以外でエアポートを冠する映画
- アルバトロス株式会社が、日本において「エアポートシリーズ」としてVHSやDVDソフトを販売している映画。ユニバーサル映画のエアポートシリーズとは関係はない。それぞれ製作国、製作会社、スタッフ、キャストも異なっており、元もとは別個に制作された劇場用やテレビ用の映画であって、原題にも "Airport" の語は入っていない。
  - エアポート'98 Mercy Mission:The Rescue of Flight 771（1993年）
  - エアポート'99 Airspeed（1998年） ※WOWOW放映時のタイトルは「エアポート1999」
  - エアポート2000 Killing Moon（1999年）
  - エアポート2001 Nowhere to Land（2000年）
  - エアポート'02 Rough Air: Danger on Flight 534（2001年）
  - エアポート'03 CODE 11-14（2002年）
  - エアポート'04 Junior Pilot（2004年）
  - エアポート'05 Crash Landing（2004年）
  - エアポート ユナイテッド93 Flight 93（2006年）
  - エアポート フライト323 NTSB: The Crash of Flight 323（2004年）
  - エアポート'08 Destination: Infestation（2007年）
  - エアポート/タービュランス Storm Seekers（2008年）
  - エアポート2010 Faktor 8 - Der Tag ist gekommen（2009年）
  - エアポート/トルネード・チェイサー Entscheidung in den Wolken（2009年）

- 以下の作品も、ユニバーサル映画のエアポートシリーズとは無関係。
  - エアポート'78・恐怖の超音速旅客機／パニック・イン・SST SST: Death Flight（1977年）
  - エアポート'85 International Airport（1985年）
  - エアポート1994 Ordeal in the Arctic（1993年）

その他、「エアポート」をタイトル名に含む映画やテレビ番組は数えきれないほど存在する。

## 原作
早川書房より刊行（ハヤカワ文庫）。アーサー・ヘイリー著、武田公子・大坪光之 訳（現在は絶版）。
- 『大空港 上』 NV48 ISBN 9784150400484
- 『大空港 下』 NV49 ISBN 9784150400491

## その他
- 本作シリーズを主要モチーフとして使用したパロディ映画作品として、『フライングハイ』がある（原題『Airplane!』）。